# Marco Rossi (labdarúgó, 1987)
Marco Rossi (Parma, 1987. szeptember 30. –) olasz utánpótlás-válogatott labdarúgó.

## Pályafutása

### Klubcsapatokban
Rossi eddigi pályafutása során leginkább olasz első-, másod- és harmadosztályú csapatokban futballozott. 2016 és 2018 között az új-zélandi Wellington Phoenix labdarúgója volt. 2018 óta a Siena játékosa.

### Válogatottban
Többszörös olasz utánpótlás-válogatott labdarúgó.

### Sikerei, díjai
- Perugia
  - Serie C: 2013-14